# Аверкиев, Прохор
Про́хор Аве́ркиев (XVII век) — подьячий Русского государства. Подробности биографии неизвестны. 
В течение 17 лет служил подьячим в Приказе Большого дворца — упоминается в документах, относящихся к 1651/1652 годам. В дальнейшем более двух лет служил в Севске и черкасских городах. Позднее три с половиной года служил в Смоленске. Перед апрелем 1664 года — подьячий в дворцовой Домодедовской волости.